# Казбеков, Заур Гаджиевич
Заур Гаджиевич Казбеков (1973, Бабаюрт, Бабаюртовский район, Дагестанская АССР, РСФСР, СССР)  — российский борец вольного стиля. Мастер спорта России международного класса.

## Карьера
Является уроженцем Бабаюрта. На Чемпионате России в Санкт-Петербурге в январе 2000 года занял третье место. В феврале 2000 года в составе сборной России стал бронзовым призёром Кубка мира, а в личном первенстве стал четвертым.

## Результаты
- Кубок мира по борьбе 2000 (команда) — ;
- Кубок мира по борьбе 2000 — 4;
- Чемпионат России по вольной борьбе 2000 — ;

## Личная жизнь
Рано утром 17 декабря 2022 года под окнами многоквартирного дома в центре Лондона нашли тело 18-летнего сына Абакара, который являлся хоккеистом канадской юношеской команды «Вон Кингз».